# Jean François Baltus
Pour les articles homonymes, voir Baltus.
Jean-François Baltus, né le 8 juin 1667 à Metz (Trois-Évêchés) et mort le 9 mars 1743 à Reims est un prêtre jésuite français. Théologien, orateur et écrivain, il fut l’un des grands maîtres du collège royal jésuite de Strasbourg au début du XVIIIe siècle.

## Biographie
Entré dans l'ordre des jésuites en 1682, il enseigne successivement les humanités à Dijon, la rhétorique à Pont-à-Mousson, l'Écriture sainte, l'hébreu et la théologie à Strasbourg, où il devient recteur de l'université. Il est ensuite censeur général à Rome, en 1717, puis recteur à Dijon, Metz, Pont-à-Mousson et Châlons.
Il est l'auteur de plusieurs ouvrages d'apologétique chrétienne, notamment d'une Réponse à l'Histoire des oracles de Fontenelle, dans laquelle il défend les Pères de l'Église en combattant les arguments d'Antonius van Dale avancés par Fontenelle, et d'une Défense des saints Pères, où il réfute le platonisme dévoilé du pasteur réformé Jacques Souverain.

## Principales publications
- Réponse à l'Histoire des oracles de Mr. de Fontenelle (1707)
- Suite de la Réponse à l'histoire des oracles, dans laquelle on réfute les objections insérées dans le XIII tome de la Bibliothèque choisie (1708)
- Défense des saints Pères accusés de platonisme (1711)
- Jugement des saints Pères sur la morale de la philosophie payenne (1719)
- La Religion chrétienne prouvée par l'accomplissement des prophéties de l'Ancien et du Nouveau Testament, suivant la méthode des saints Pères (1728)
- Défense des prophéties de la religion chrétienne (3 volumes, 1737)